# Бідний і красуня (фільм, 1957)
«Бідний і красуня» (фр. Une manche et la belle) — французький кримінальний фільм 1957 року, режисера Анрі Вернея, екранізація роману британського письменника Джеймса Гедлі Чейза — «Несподіваний удар» (The Sucker Punch, 1954).

## Сюжет
Дія фільму відбувається в Ніцці. Багата вдова Бетті Фарнвел (Іза Міранда) закохалася в симпатичного, молодого, але бідного, банківського службовця Філіпа Деляроша (Анрі Відаль), який не байдужий до грошей. Після їхнього весілля новоспечений чоловік розпочинає таємний роман з привабливою секретаркою своєї дружини Євою Долан (Мілен Демонжо), якій подобається Філіп і яка теж не уявляє життя без великих грошей. Злочинна пара коханців вирішує вбити Бетті, щоб заволодіти її багатством…

## Ролі виконують
| Актор         | Роль                    |
| ------------- | ----------------------- |
| Анрі Відаль   | Філіп Делярош           |
| Мілен Демонжо | Єва Долан               |
| Іза Міранда   | Бетті Фарнвел           |
| Альфред Адам  | інспектор поліції Маляр |
| Жан-Лу Філіп  | Боб Фарнвел             |
| Жан Галанд    | менеджер банку          |
| Андре Роанн   | комісар                 |

## Навколо фільму
- Знімання фільму відбувалося у Ніцці та Венеції.
- У 2012 році фільм випустив повторно відеовидавець Рене Шато (René Chateau).
- Як пише  Мілен Демонжо: «Для реклами фільму в кінотеатрі «Берліц» на Грандбульварі вони розмістили мою оголену фігуру до потилиці на всю висоту будівлі. Це було вражаюче ... Негайно втрутилася цензура, усі кричали про скандал ... Наступного дня моя спина була скромно вкрита комбінезоном, поспішно намальованим за ніч.»[1]
- Під час знімання цього фільму, як стверджує  Мілен Демонжо в своїй біографії, Анрі Відаль поводився як божевільний бабі́й, попри те, що він був одружений з Мішель Морган